# Obwód wołyński
Obwód wołyński (ukr. Волинська область, Wołynśka obłast' ) – jeden z 24 obwodów Ukrainy. Leży w północno-zachodniej części Ukrainy, przy granicy z Polską i Białorusią. Stolicą obwodu jest Łuck.
Obwód wołyński graniczy z: obwodami rówieńskim od wschodu i lwowskim od południa, obwodem brzeskim Białorusi od północy oraz województwem lubelskim Polski od zachodu. Obwód został utworzony 4 grudnia 1939 r. dekretem Prezydium Rady Najwyższej ZSRR z części terytorium II Rzeczypospolitej okupowanego przez Armię Czerwoną w trakcie agresji ZSRR na Polskę i anektowanego następnie przez ZSRR.
Największymi miastami obwodu są Łuck, Kowel, Nowowołyńsk i Włodzimierz.
W czasach I i II Rzeczypospolitej tereny współczesnego obwodu należały do Polski. Na terenie obwodu znajdują się gniazda rodowe polskich rodów magnackich: Czartoryskich (Czartorysk), Woronieckich (Woronczyn), Czetwertyńskich (Czetwertnia) i Poryckich (Poryck).

## Podział administracyjny

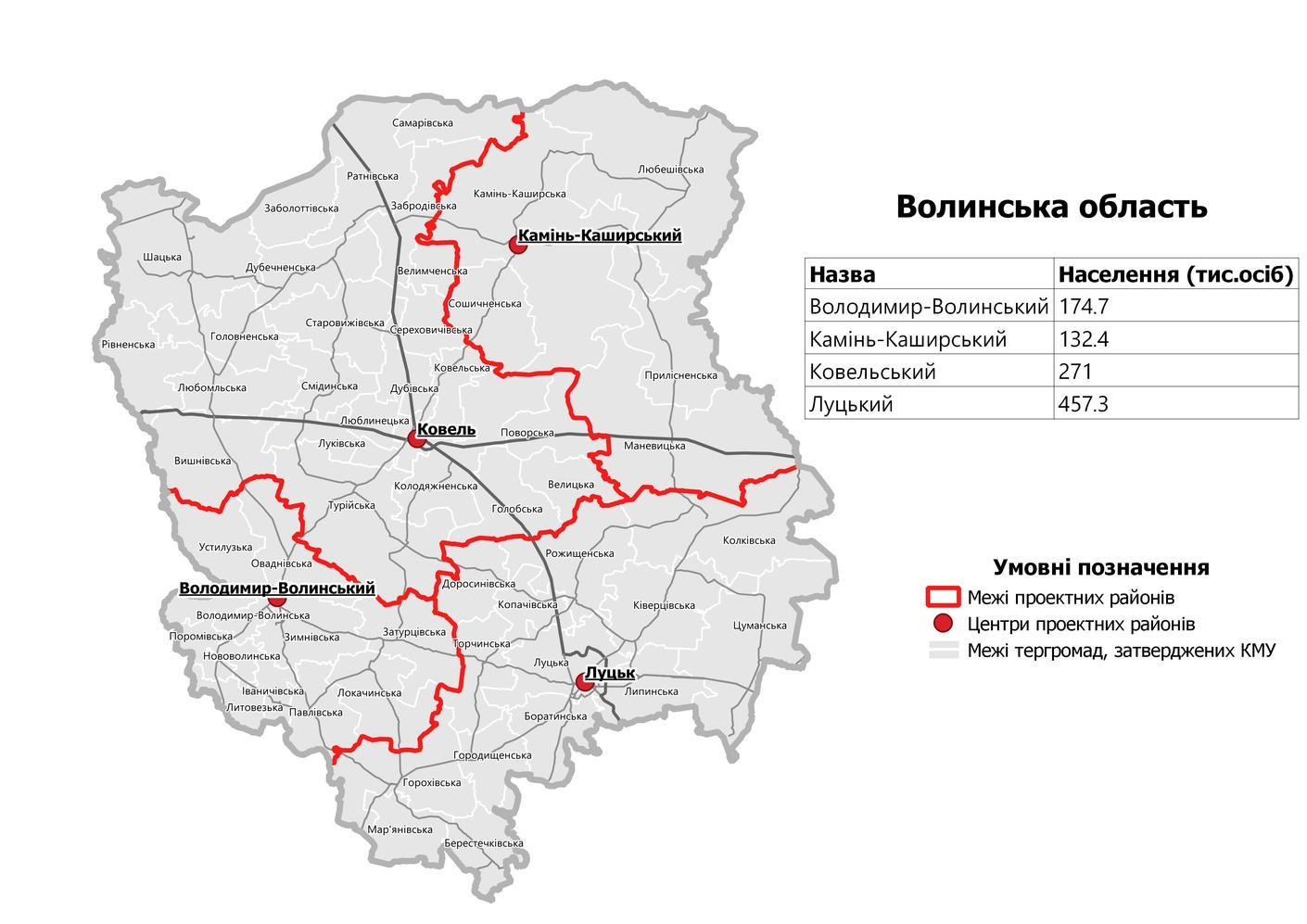
Obecny podział obwodu na rejony
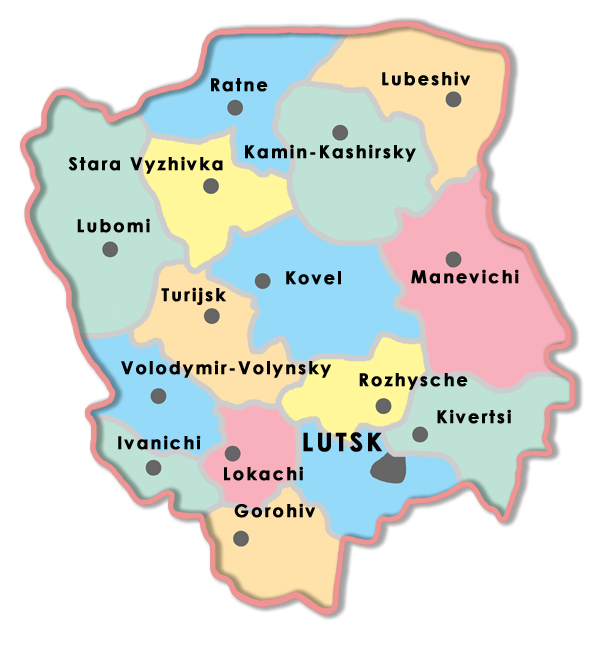
Rejony obwodu do 17 lipca 2020

Obwód dzieli się 4 rejony:
1. włodzimierski
2. kamieński
3. kowelski
4. łucki

Do 17 lipca 2020 roku obwód dzielił się 16 rejonów oraz 4 miasta wydzielone (Kowel, Łuck, Nowowołyńsk Włodzimierz).
| Rejony obwodu wołyńskiego do 17 lipca 2020 roku |                    |               |                                   |
| Nazwa                                           | Powierzchnia (km²) | Ludność (os.) | Gęstość zaludnienia (mieszk./km²) |
| Rejon horochowski                               | 1122               | 57 133        | 50,92                             |
| Rejon iwanicki                                  | 645                | 35 995        | 55,81                             |
| Rejon kiwerecki                                 | 1414               | 65 924        | 46,62                             |
| Rejon kamieński                                 | 1747               | 62 151        | 35,58                             |
| Rejon kowelski                                  | 1723               | 43 340        | 25,15                             |
| Rejon lubieszowski                              | 1450               | 37 124        | 25,6                              |
| Rejon lubomelski                                | 1481               | 43 198        | 29,17                             |
| Rejon łokacki                                   | 712                | 25 386        | 35,65                             |
| Rejon łucki                                     | 973                | 56 231        | 57,79                             |
| Rejon maniewicki                                | 2265               | 57 411        | 25,35                             |
| Rejon ratnieński                                | 1437               | 52 530        | 36,56                             |
| Rejon rożyszczeński                             | 928                | 42 999        | 46,34                             |
| Rejon starowyżewski                             | 1121               | 34 188        | 30,5                              |
| Rejon szacki                                    | 759                | 18 213        | 24,0                              |
| Rejon turzyski                                  | 1205               | 29 043        | 24,1                              |
| Rejon włodzimierski                             | 1038               | 28 446        | 27,4                              |
| Obwód wołyński                                  | 20 100             | 1 057 214     | 52,6                              |

## Miasta
|     | miasto           | populacja (2018) |
| --- | ---------------- | ---------------- |
| 1.  | Łuck             | 216 505          |
| 2.  | Kowel            | 69 089           |
| 3.  | Nowowołyńsk      | 52 188           |
| 4.  | Włodzimierz      | 38 901           |
| 5.  | Kiwerce          | 14 195           |
| 6.  | Rożyszcze        | 12 953           |
| 7.  | Kamień Koszyrski | 12 489           |
| 8.  | Luboml           | 10 466           |
| 9.  | Horochów         | 9134             |
| 10. | Ołyka            | 3032             |
| 11. | Uściług          | 2176             |
| 12. | Beresteczko      | 1796             |

Główne miasta obwodu – Łuck, Kowel i Włodzimierz były miastami królewskimi Korony Królestwa Polskiego.

## Zabytki
- Sobór Zaśnięcia Matki Bożej we Włodzimierzu (1157–1160)
- Cerkiew pw. św. Bazylego (XIII–XIV w.), Włodzimierz
- Kościół św. św. Joachima i Anny we Włodzimierzu (1752)
- Monaster Zaśnięcia Matki Bożej w Zimnem (Х–ХІ w.), Rejon włodzimierski
- Sobór Zaśnięcia Matki Bożej w obrębie monasteru (z cudowną Zimneńską Ikoną Matki Bożej) (1495), Zimno, Rejon włodzimierski
- Kolegiata Świętej Trójcy w Ołyce (1635–1640)
- Kościół pw. św. św. Piotra i Pawła (1460), Ołyka
- Zamek Radziwiłłów (1558), Ołyka
- Cerkiew pw. Ofiarowania Pańskiego (1784), Ołyka
- Cerkiew pw. Opieki Matki Bożej (1740), Poddębce, Rejon łucki
- Cerkiew św. Dymitra w Żurawnikach (1905), Żurawniki, Rejon horochowski
- Kościół Świętej Trójcy w Lubomlu (1412)
- Cerkiew pw. św. Jana Teologa (1777), Sztuń, Rejon lubomelski
- Cerkiew pw. Zaśnięcia Matki Bożej (dawny kościół pw. św. Michała) (1752), Radziechów, Rejon lubomelski
- Brama pałacu Czarnieckich (XVIII w.), Lubieszów
- Kościół św. Anny w Kowlu (1771)
- Cerkiew pw. św. Paraskiewy (1723), Łuków, Rejon turzyski
- Klasztor Dominikanów w Czartorysku (1741–1753), zrujnowany, Rejon maniewicki
- Cerkiew pw. Przemienienia Pańskiego (1600), Czetwertnia, Rejon maniewicki
- Cerkiew pw. Zaśnięcia Matki Bożej (1643), Niskinicze, Rejon iwanicki
- Monaster Narodzenia Matki Bożej w Zahorowie Nowym, (1760), dawna monasterska, zrujnowana, Rejon łokacki
- Kościół pw. św. Trójcy (1642), Zaturce, Rejon łokacki
- Kościół Niepokalanego Poczęcia Najświętszej Maryi Panny w Kisielinie (1720), Kisielin, Rejon łokacki
- Cerkiew św. Michała Archanioła w Kisielinie (1777), Rejon łokacki
- Kościół Trójcy Świętej i klasztor Trynitarzy w Beresteczku (1711–1733), zrujnowany
- Sobór Trójcy Świętej w Beresteczku (1910 – nieukończona budowa)
- Kaplica pw. św. Tekli (XVII ст.), Beresteczko
- Zamek Lubarta w Łucku (ХІІІ–XIV ст.), Łuck
- Katedra Świętych Apostołów Piotra i Pawła w Łucku (1616–1637), Łuck
- Wielka Synagoga w Łucku (1626–1629), Łuck
- Sobór Świętej Trójcy w Łucku, dawny kościół i klasztor bernardynów (1752–1755),
- Cerkiew Opieki Matki Bożej w Łucku,
- Cerkiew pw. św. Michała (1636), Białostok, Rejon łucki
- Monaster św. Mikołaja (XVIII w.), Żydyczyn, Rejon kiwerecki
- Cerkiew pw. św. Jerzego (1783), Hołoby, Rejon kowelski

## Fotogaleria

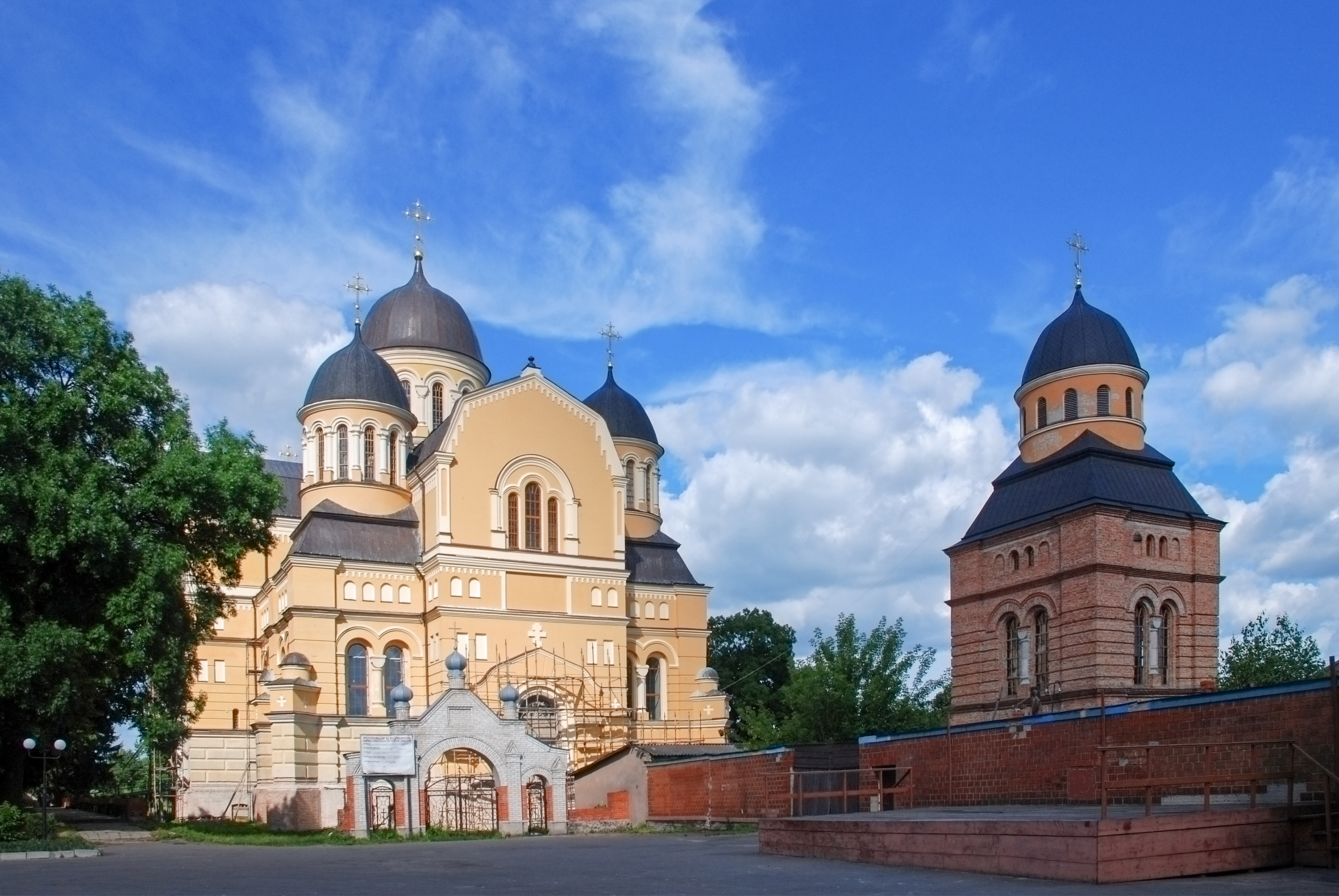
Sobór św. Trójcy w Beresteczku
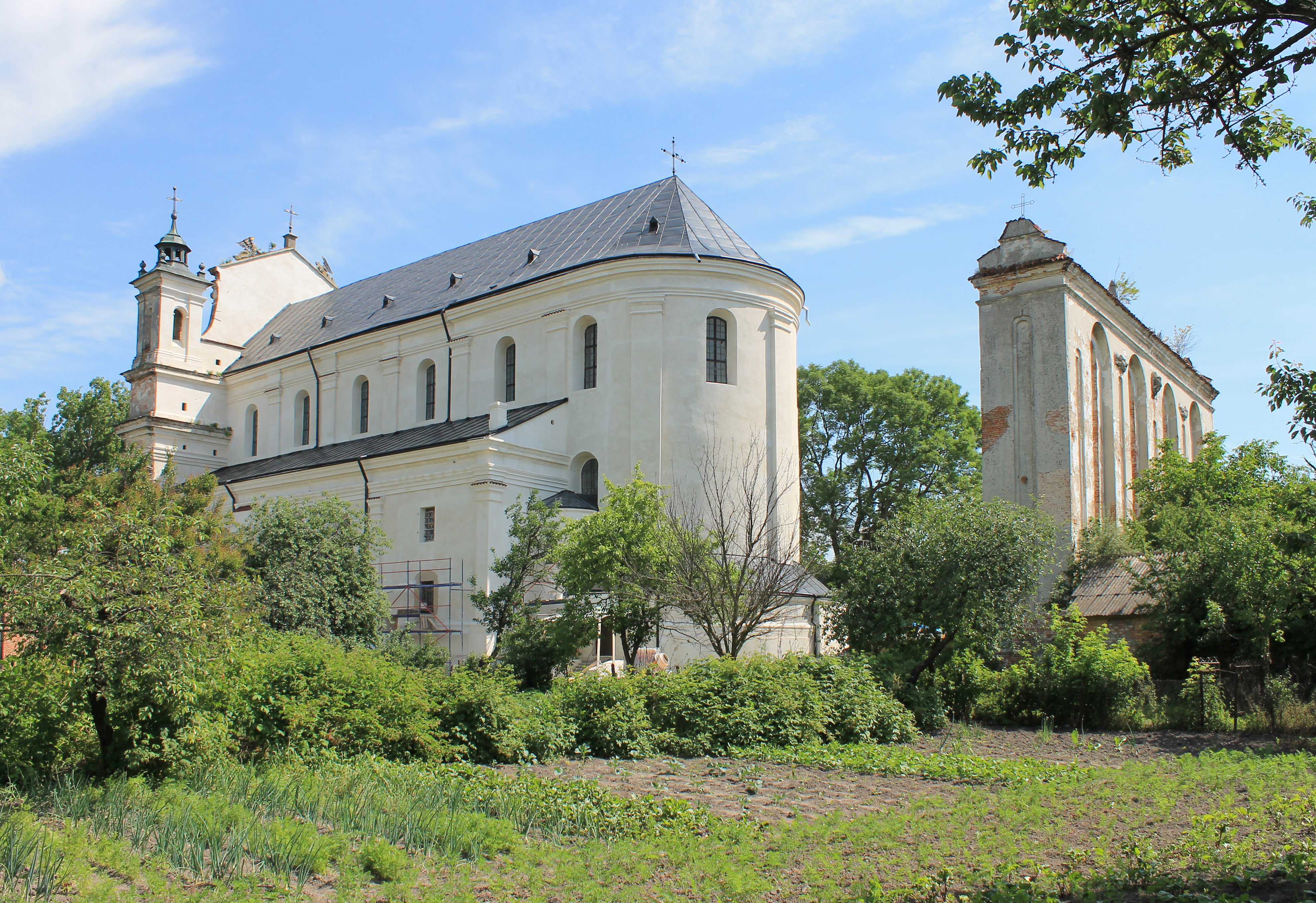
Kolegiata pw. św. Trójcy w Ołyce
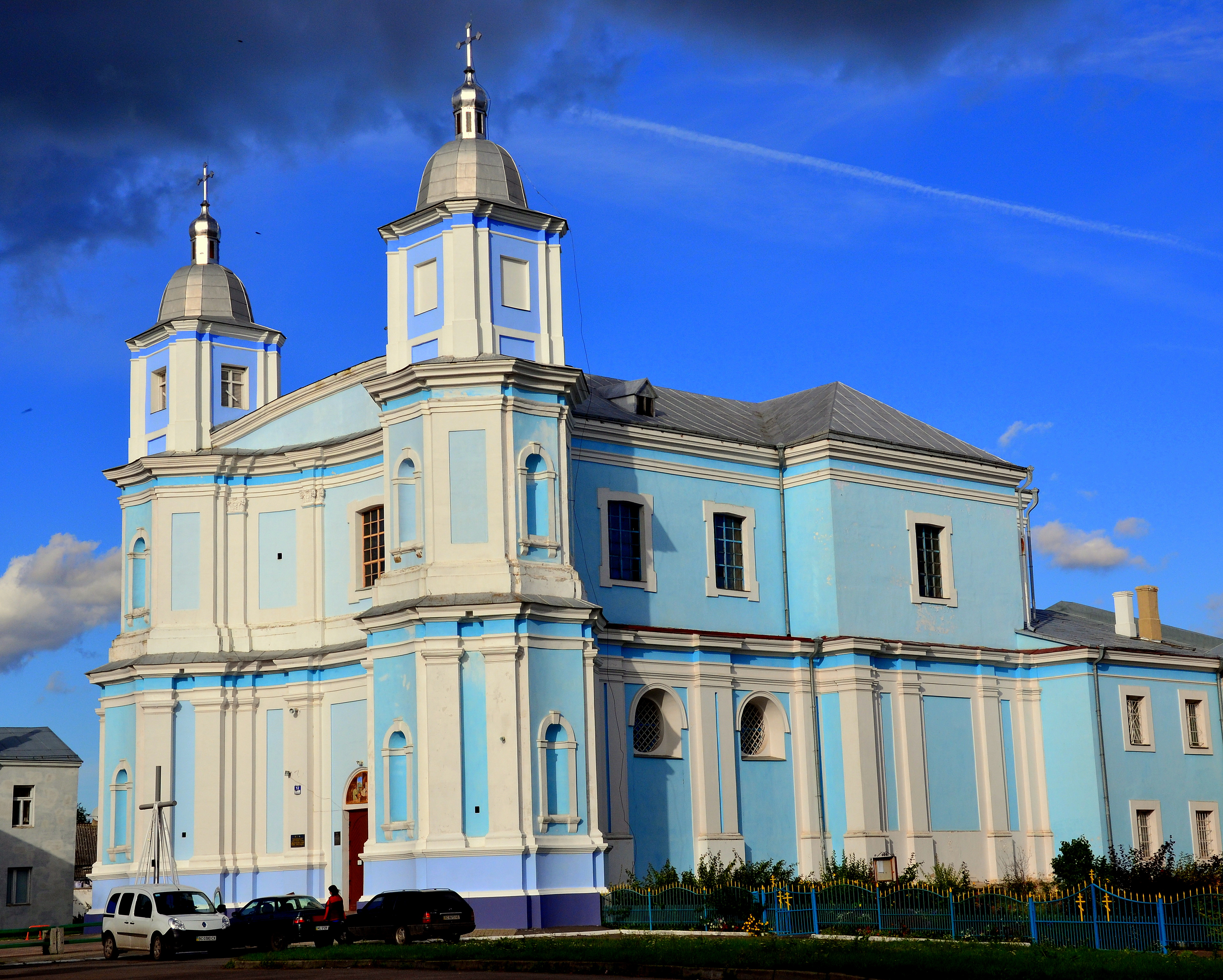
Kościół Rozesłania Apostołów we Włodzimierzu, ob. Narodzenia MB
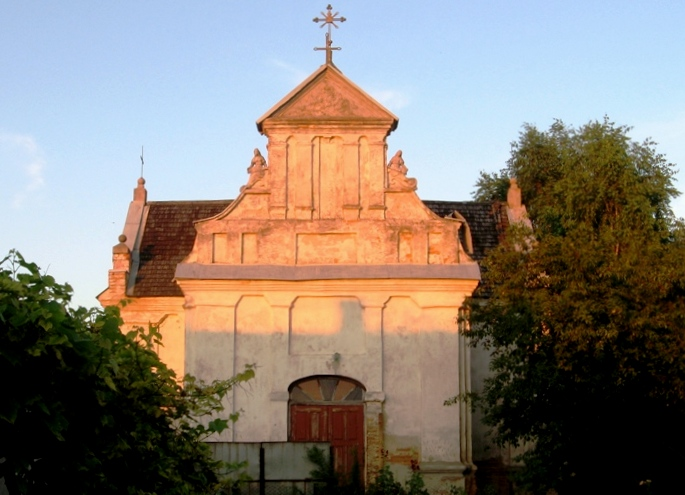
Kościół św. Piotra i Pawła w Ołyce
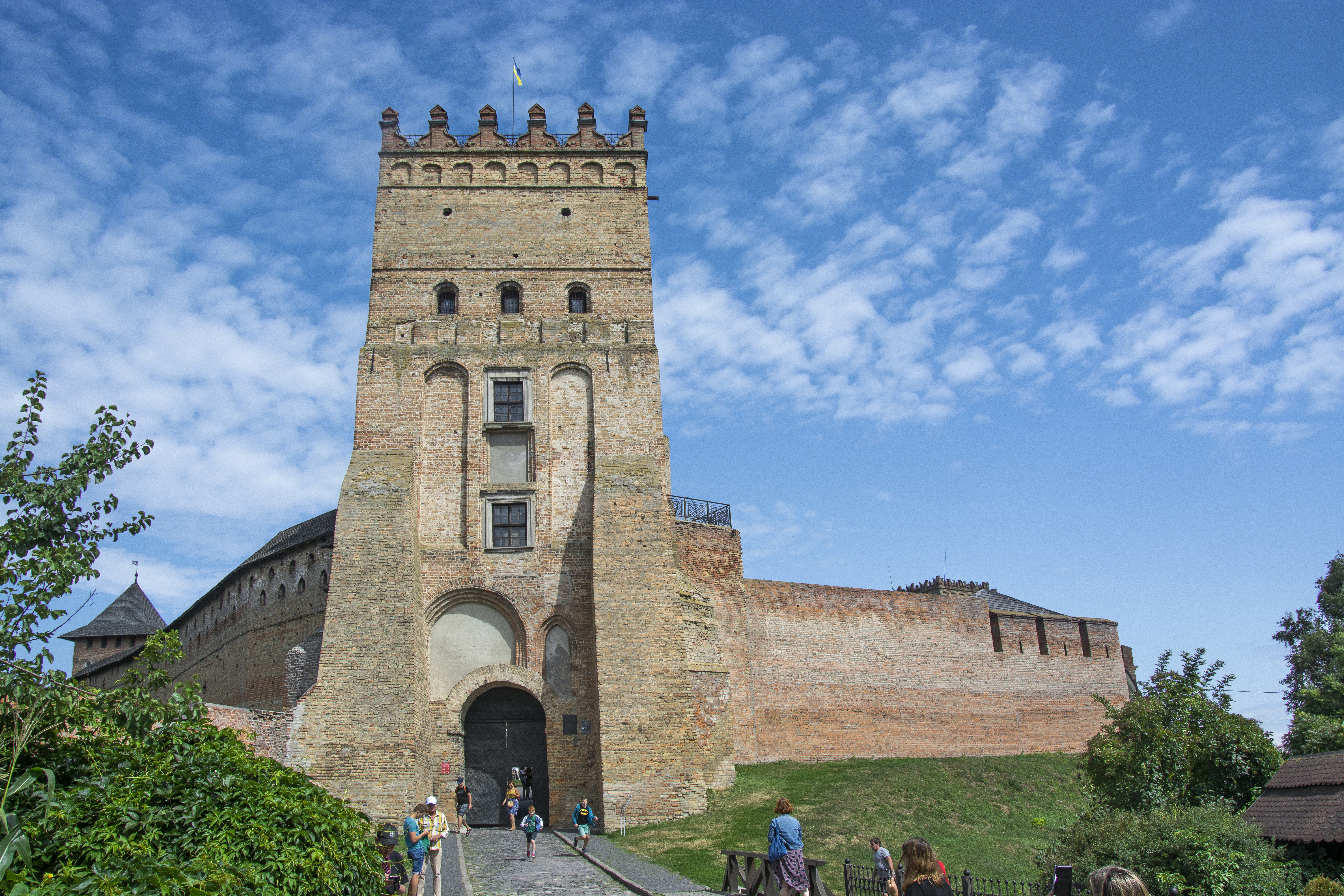
Zamek w Łucku
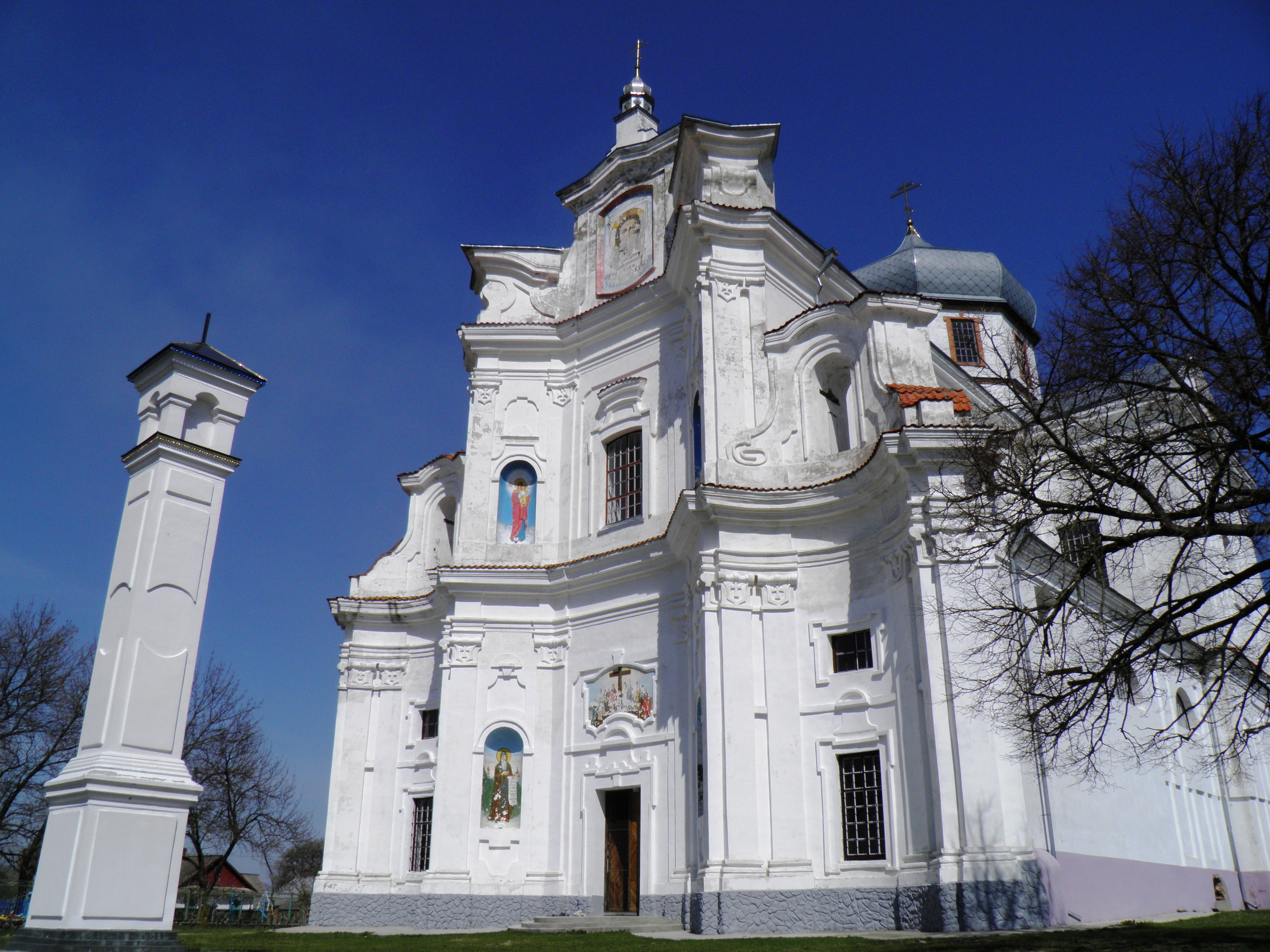
Klasztor Dominikanów w Czartorysku
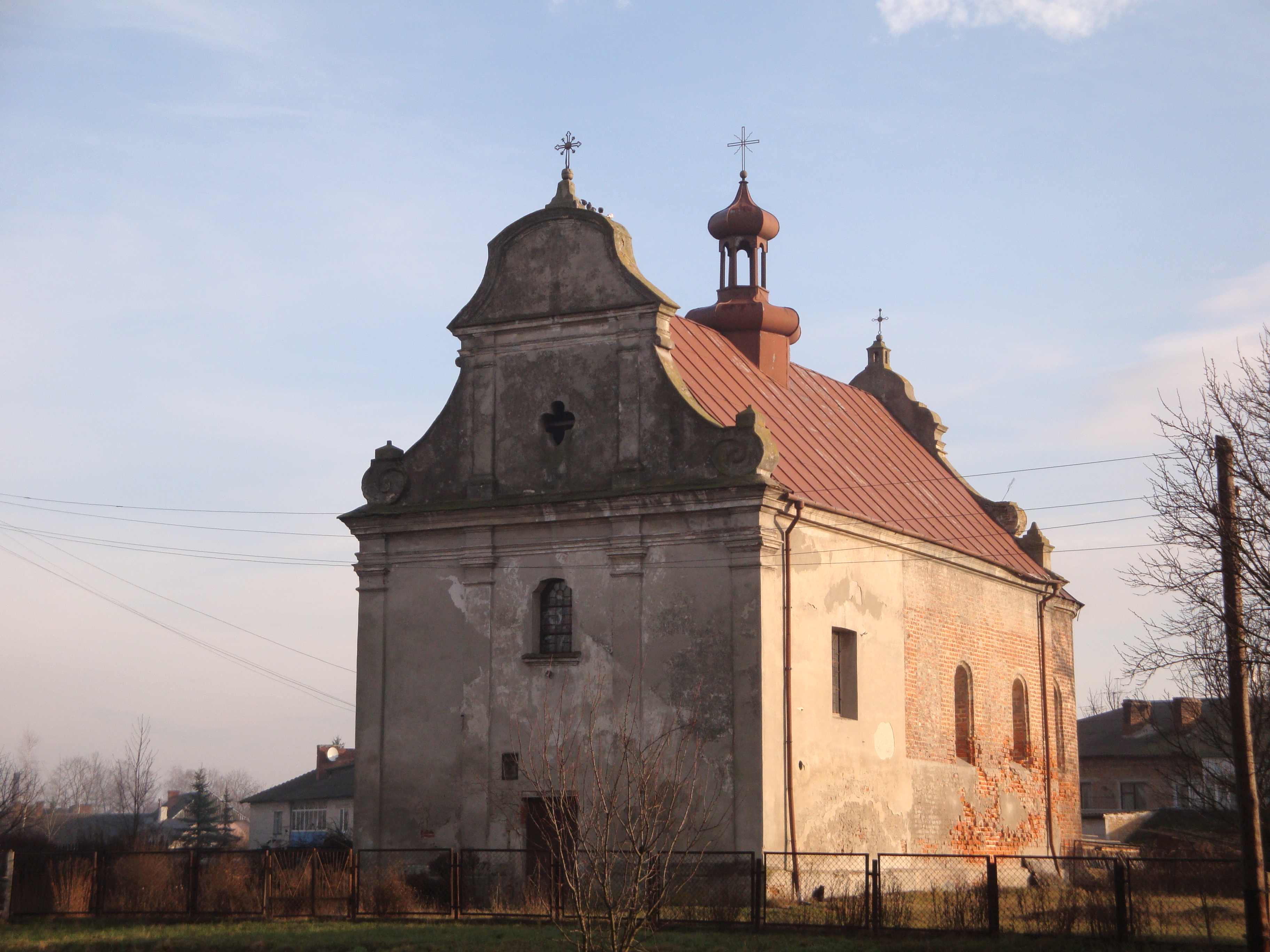
Kościół pw. św. Trójcy w Lubomlu
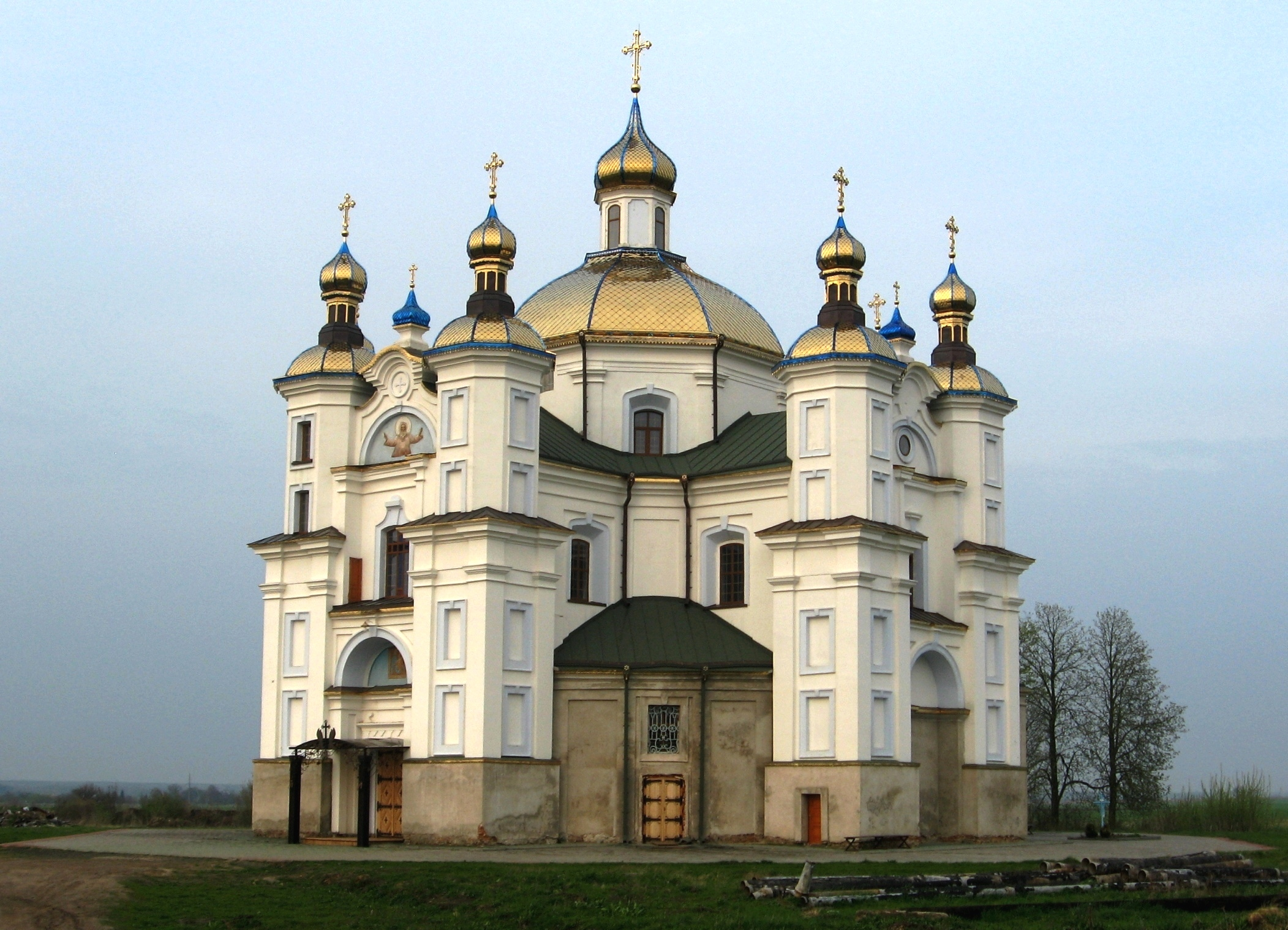
Cerkiew pw. Opieki Matki Bożej w Poddębcach